# Naşrābād Seyyed Ḩātam
Naşrābād Seyyed Ḩātam (persiska: نصر آباد سید حاتم, Naşrābād Seyyed) är en ort i Iran.   Den ligger i provinsen Kermanshah, i den västra delen av landet, 500 km väster om huvudstaden Teheran. Naşrābād Seyyed Ḩātam ligger 473 meter över havet och antalet invånare är 197.
Terrängen runt Naşrābād Seyyed Ḩātam är kuperad söderut, men norrut är den platt.Runt Naşrābād Seyyed Ḩātam är det ganska tätbefolkat, med 155 invånare per kvadratkilometer. Närmaste större samhälle är Sarpol-e Z̄ahāb, 10,2 km öster om Naşrābād Seyyed Ḩātam. Trakten runt Naşrābād Seyyed Ḩātam består till största delen av jordbruksmark.